# Vavarai
Vavarai es una  ciudad censal situada en el distrito de Kanyakumari en el estado de Tamil Nadu (India). Su población es de 8362 habitantes (2011). Se encuentra a 36 km de Thiruvananthapuram y a 82 km de Tirunelveli. 

## Demografía
Según el censo de 2011 la población de Vavarai era de 8362 habitantes, de los cuales 4106 eran hombres y 4256 eran mujeres. Vavarai tiene una tasa media de alfabetización del 88,19%, superior a la media estatal del 80,09%: la alfabetización masculina es del 91,56%, y la alfabetización femenina del 84,94%.